# César des Césars
Le César des Césars est une récompense cinématographique d'honneur décernée par l'Académie des arts et techniques du cinéma de façon exceptionnelle. Il récompense le meilleur film parmi les précédents vainqueurs du César du meilleur film. Il ne fut attribué que deux fois, en 1985 et 1995.

## Récipiendaires
- 1985 : Le Vieux Fusil de Robert Enrico, récompensé en 1976[1]
- 1995 : Cyrano de Bergerac  de Jean-Paul Rappeneau, récompensé en 1991[2]